# David Suzuki
Pour les articles homonymes, voir Suzuki (homonymie).
David Suzuki, né le 24 mars 1936 à Vancouver, est un généticien et zoologiste canadien. Il est connu pour sa promotion des sciences, notamment comme animateur de la série documentaire scientifique The Nature of Things. C'est aussi un célèbre militant écologiste. Il a reçu le Right Livelihood Award en 2009. En outre, il a été chercheur et professeur de génétique et également de zoologie.

## Biographie
David Takayoshi Suzuki est né le 23 mars 1936 à Vancouver, tout comme sa sœur jumelle, Marcia. Ils sont tous deux les ainés d’une famille de quatre enfants, de parents canadiens japonais de deuxième génération.
Son père est Carr Kaoru Suzuki, et sa mère est Setsu Sue Nakamura, tous deux nés à Vancouver respectivement en 1909 et 1910. Après leur mariage, le 21 mars 1934, les parents de Carr Suzuki leur donnèrent de l'argent pour ouvrir une boutique de blanchisserie et nettoyage à sec dans le quartier de Marpole à Vancouver. Leur troisième enfant, Géraldine qui s'appelle ensuite Gerry puis enfin Aiko, naît en 1938, par la suite, Aiko plongea dans un milieu artistique.
En 1942, David a six ans et la vie de la famille connait un tournant brutal et déterminant, en effet, le Canada est en guerre contre le Japon, le gouvernement fédéral expulse tous les Canadiens d’origine japonaise de la côte ouest, les déclarant sujets d’un pays ennemi, et les met face au choix suivant : soit subir l'Internement des japonais-canadiens, soit retourner au Japon en pleine guerre.
Les grands-parents maternels de David, quant à eux, choisissent de repartir au Japon et reviennent dans la préfecture de Hiroshima, dont ils sont originaires, juste à la fin de la guerre, et malheureusement pour y mourir,.
Car Suzuki s'engage en tant que volontaire pour contribuer à la construction de la route transcanadienne et de fait, quitte Vancouver pour environ une année. Il imaginait ainsi démontrer sa loyauté vis-à-vis des autorités du Canada, son pays de naissance.
Cet effort, va toutefois s'avérer vain, en effet, le reste de la famille est déplacé vers un camp d’internement à Slocan
qui se trouve dans la région de West Kootenay (région), dans le sud-est de la Colombie-Britannique,. La famille est contrainte d'abandonner tous ses biens et ses membres sont tous assignés à résidence dans un logement exigu d’une pièce d'un hôtel très modeste de la ville,. À Slocan, le quatrième enfant de la famille, la troisième sœur de David prénommée Dawn voit le jour. Par la suite, Dawn devint une merveilleuse danseuse de ballet et, après avoir obtenu son diplôme à l'Université de Toronto, elle obtint une bourse du Conseil des Arts du Canada pour danser avec Martha Graham à New York, poste qu'elle a occupé pendant des années,.
Un an après leur arrivée à Slocan, une école ouvre ses portes dans une colonie appelée Bayfarm, peut-être à un kilomètre de là,. David Suzuki y commence sa scolarité. David aime l'école et se révèle un élève à la fois doué, vif, curieux et surtout avide d’apprendre. Dans son livre, ma vie, David avoue, cependant, avoir des souvenirs mitigés de cette période. D'une part, il apprécie vraiment la vallée de Slocan qui est un véritable « paradis » avec sa faune abondante et ses forêts luxuriantes. Mais, d'autre part, il est maltraité par les autres enfants du camp d'origine japonaise parce qu’il ne parle pas japonais.

## Études et enseignement
Après le secondaire, David Suzuki fréquente le Amherst College, au Massachusetts, il y obtient un baccalauréat ès arts en biologie BA en 1958 avec mention d’honneur "cum laude". Il poursuit ses études à l’Université de Chicago en Illinois où, il acquiert un doctorat en zoologie Ph.D en 1961. David a occupé un poste de chercheur associé dans la division de biologie du Laboratoire national d'Oak Ridge du Tennessee de 1961 à 1962. Entre 1962 à 1963 il enseigne la génétique à l'Université de l'Alberta à Edmonton Canada. Puis entre 1963 à 1965, il enseigne la zoologie en tant que Professeur assistant à l'Université de Colombie-Britannique, puis y devient Professeur de zoologie en 1969. En 1993, David Suzuki devient Professeur Associé à l'institut de recherche en développement durable toujours à l'Université de Colombie-Britannique à Vancouver, où il aura passé l'ensemble de sa carrière d'universitaire de 1963 jusqu'en 2001 date à laquelle il devient Professeur émérite,.
Compte-tenu de l'importance des recherches qu'il y mène, de 1969 à 1972, il reçoit, en 1969, une des prestigieuses Bourses commémoratives E.W.R. Steacie décernée aux chercheurs scientifiques éminents de moins de 35 ans,,. Le thème de ses recherches est l'Analyse des mutations thermosensibles chez la drosophile.
Suzuki se spécialise dans la méiose, la division des cellules vivantes qui en déterminent la nature (entre les cellules reproductives et les autres cellules, par exemple) et dans l’étude des mutations causées par les changements de température.

## Carrière à la télévision
En 1975, David Suzuki a collaboré au lancement et à l’animation de l’émission Quirks and Quarks qui a tenu l’antenne pendant de nombreuses années à la radio anglaise de Radio-Canada.
En 1974, CBC lance une émission scientifique appelée Science Magazine (en). En 1979, les deux programmes scientifiques The Nature of Things créée en 1960 et Science Magazine, fusionnent pour être présentés par David Suzuki.
Depuis 1979, jusqu'à aujourd'hui, il acquiert une renommée internationale en tant qu'animateur de cette série The Nature of Things série populaire scientifique et présentée sur le réseau anglais de la Société Radio-Canada et qui diffuse d’ailleurs toujours de nouveaux épisodes.
Diffusée en premier sur les ondes de la CBC.
Cette émission est télédiffusée dans environ 50 pays différents. Lors de ses émissions, Suzuki cherche à stimuler l'intérêt envers la nature, à faire prendre conscience de l'importance primordiale de la nature et dont les humains font partie. De plus, Suzuki met en garde contre des activités qui menacent la santé des personnes et des animaux. Par ailleurs, David Suzuki présente des produits qui offrent des perspectives intéressantes en ce qui concerne le développement durable.
David Suzuki a aussi animé la télésérie The Secret of Life sur les ondes de PBS.
En 1985, il anime A Planet for the Taking qui obtient une cote d'écoute record de 1,8 million de téléspectateurs par épisode. Suzuki a aussi réalisé l'émission The Sacred Balance, une série de quatre épisodes télédiffusés en octobre 2001.
Le 8 février 1989, David Suzuki participe à un débat télévisé qui l'oppose à John Philippe Rushton concernant les travaux de ce dernier sur les différences entre races humaines.
En octobre 2022, il annonce qu'il prendra sa retraite en tant qu'animateur de The Nature of Things.

## Environnement, spiritualité et peuples Premiers
David Suzuki fait partie des scientifiques qui voient dans la nature, le sacré,. Il exprime profondément son besoin de spiritualité dans son livre l'équilibre Sacré, l'alliance entre Science et Spiritualité. En effet, il est féru de science et pense qu'elle peut nous apporter du progrès mais d'un autre côté, comme il en redoute la puissance, de ce fait, il lui apparait nécessaire d'y inclure la sagesse et de la spiritualité comme le respect de toute créature vivante.
Dans son court texte Savoir qu'on appartient à un lieu, il écrit : « La spiritualité et le sentiment de relation profonde entre la terre des autochtones et ses habitants nous offrent une réelle occasion de soigner nos maux qui résultent de notre rupture d'avec la nature. »

## Fondation David Suzuki
Homme d'action, David Suzuki cofonde en 1989 avec son épouse Tara Cullis, la Fondation David Suzuki dont la mission est la protection de la diversité de la nature et de la qualité de la vie, maintenant et pour l'avenir,.
Grâce à cette fondation, de nombreux projets voient le jour, surtout au Canada, pour transformer l'économie, protéger les systèmes naturels, créer des communautés viables, sauvegarder le climat et permettre aux citoyens, et aux jeunes en particulier, de renouer avec la nature.

## Faits marquants
David Suzuki a rencontré les membres du Bureau Voyage de l'UQAC (Université du Québec à Chicoutimi) lors d'une cérémonie en faveur de la cause du golfe du Saint-Laurent aux îles de la Madeleine, notamment pour la défense des Îles de l'estuaire et du golfe du Saint-Laurent. Une grande partie des vingt-huit refuges d'oiseaux migrateurs de la province de Québec, sont situés dans l'estuaire du fleuve Saint-Laurent et dans le golfe du Saint-Laurent..
David Suzuki est titulaire de 29  doctorats honorifiques décernés par des universités canadiennes, américaines et australiennes. Le doctorat honoris causa est la plus haute distinction qu'une université peut décerner,.
David Suzuki apporte son soutien indéfectible aux Premières nations qui d'après lui, sont restées les plus proches de la nature et l'ont défendue ardemment depuis des millénaires. En particulier, il est toujours prêt à se tenir au côté du cacique Raoni Metuktire personnage emblématique dans son combat pour sauver la forêt amazonienne.
David  Suzuki a eu l’honneur de recevoir huit  noms autochtones et d’avoir été officiellement adopté par deux  communautés des Premières nations en raison du soutien indéfectible qu’il a accordé aux peuples autochtones,,.
En 2016, David Suzuki s'est rendu aux côtés du grand chef Stewart Phillip qui dirige l'Union des chefs autochtones de la Colombie-Britannique, dans la région Peace ; District régional de Peace River, au nord-est de la Colombie-Britannique. Les militants luttent contre les coupes à blanc dans la forêt pour construire le barrage C ; Barrage de Revelstoke et ils s'opposent également à l'inondation de dizaines d'hectares de forêts une fois la structure achevée. Mais, cette inondation si contestée a bouleversé profondément et durablement les Écosystèmes de la Colombie-Britannique qui sont pourtant riches. En effet, ce barrage de Revelstoke a causé la destruction irrémédiable de nombreux écosystèmes en Colombie-Britannique. La capacité de ces écosystèmes de se bio synthétiser (taux de renouvellement de la biomasse) a été divisée par 84, ce qui continue une réduction gigantesque.
David Suzuki se bat pour une notion de responsabilité vis-à-vis de l'environnement et non pas d'un rapport de propriété vis-à-vis de la protection d'un territoire.

## Réchauffement climatique: le combat d'une vie
David Suzuki aime à raconter que c'est la lecture du livre pionnier de Rachel Carson le printemps silencieux connu en anglais sous le titre Silent Spring paru en 1962 qui lui a provoqué un électrochoc et a été pour lui le révélateur de la carrière qu'il voulait mener, tout d'abord en s'orientant vers la biologie, la génétique puis la zoologie mais de plus, de sensibiliser de toutes ses forces le public que nous, les humains, faisons partie de la Nature et que nous avons une responsabilité envers notre environnement global. En effet, Silent Spring de Carson est considéré comme le livre fondateur du mouvement écologiste qui se développera des années plus tard. Pour David Suzuki, Rachel Carson est à la fois visionnaire et courageuse.
Dans cet ouvrage, Rachel Carson dénonce entre autres, les méfaits du DDT sur les insectes et surtout chez les oiseaux. Carson écrit que le DDT avait un effet dévastateur sur leur reproduction en rendant la coquille des œufs beaucoup trop fine pour arriver à terme,.
Depuis de très longues années, le combat majeur de David Suzuki est celui mené contre le réchauffement climatique. Face au réchauffement climatique, le Canada est vulnérable d'autant plus que le Canada, sous la gouvernance de Stephen Harper, s'est retiré en 2011 du Protocole de Kyoto signé en 1997 avec entrée en vigueur en 2005,,.
Dr David Suzuki déclare qu'il se battra contre le réchauffement climatique jusqu'au bout.
Arrivé à la position d'ainé, de père et de grand-père, David Suzuki considère qu'il vit actuellement la « partie la plus importante de [sa] vie ». Il déclare : « Quand on est jeune, même si on est radical, on doit se préoccuper de pleins de choses. On a un emploi, on veut une promotion, on craint de contrarier certaines gens. Aujourd'hui, je ne dois rien à personne. Ça me donne une grande liberté ».
Une liberté, il la ressent comme un « immense sentiment de responsabilité », notamment vis-à-vis de ses six petits-enfants à qui il estime léguer un monde « pire, bien pire » que celui dans lequel il a grandi.

## Début au théâtre
Début 2020, David Suzuki et Tara Cullis font leur premier pas au théâtre en répétant une pièce What You Won't Do For Love, avec la compagnie basée à Toronto Why Not a Theater. La pièce explore si les gens peuvent apprendre à aimer la planète comme ils s'aiment,.

## Vie personnelle et familiale
Le pilier de la famille Suzuki, la mère de David, Setsu Sue Nakamura (Suzuki), épouse japonaise traditionnelle qui, d'après David, "était l'une des personnes les plus douces et les plus gentilles que j'ai connues, une personne qui avait dû travailler dur toute sa vie, qui n'aurait jamais fait de mal à quelqu'un en connaissance de cause. Celle, qui le matin, était toujours la première "levée" de la famille et la dernière couchée" s'est éteinte le 25 Avril 1984 à l'âge de 74 ans.
Même avec tous ses diplômes et honneurs, David Suzuki souligne que son père Kaoru Carr Suzuki a toujours été "son super-héros, son modèle, son professeur et son mentor". Carr n'avait pas peur du travail et travaillait dur pour gagner suffisamment pour acheter les nécessités de la vie, mais il ne croyait pas que la famille devrait courir après l'argent comme une fin en soi. Il était très ouvert envers les autres et ses amis étaient des autochtones des Premières Nations. Il était proche de la Nature et des animaux. Carr a profondément influencé son fils David,.
Carr s'éteint paisiblement le 8 Mai 1994 à l'âge de 85 ans.
Suzuki est athée.
Suzuki se marie un première fois en Août 1958, à l'âge de 22 ans, avec Setsuko Joane Sunahara son amie d'enfance et la plus jolie fille japonaise de London, dans cette ville d'Ontario; le couple a eu trois enfants : Tamiko, Troy, Laura. David and Joane se séparent en 1964 et divorcent en 1965.
Suzuki épouse ensuite le 10 Décembre 1972, à 36 ans, l'écrivaine et ex-professeure à Harvard, Tara Elizabeth Cullis, de 13 ans plus jeune que lui, avec qui il a eu deux filles Severn (ou Séverine) et Sarika Cullis-Suzuki,.
Severn Cullis-Suzuki est une militante écologiste qui à l'âge de 12 ans en 1992est intervenue au Sommet de Rio plus connu sous le nom Sommet de la Terre, lors d'un discours exhortant les dirigeants à réagir pour protéger la Terre,.
Severn (ou Séverine) Cullis-Suzuki continue son engagement en se tenant aux côtés des Haïdas avec leur propre langue le Haïda, un peuple Premier sur la nécessité d'un discours intergénérationnel,.
Elle est membre du conseil d'administration de la Haida Gwaii Higher Education Society et membre du conseil de la Charte de la Terre International,,.
Sarika Cullis-Suzuki est océanologue, diplômé en biologie marine de l’Université de Californie (Berkeley), l’Université de la Colombie-Britannique, ses études se sont concentrées sur la surpêche à l’échelle mondiale. Ses résultats ont été présentés devant l'Organisation des Nations unies. Elle est titulaire également d'un doctorat de l'université d'York, au Royaume-Uni avec des travaux qui ont porté sur les effets du bruit chez les poissons.
David Suzuki est également grand-père de six petits-enfants dont Tamo Campos un de ses petits-fils de plus en plus engagé dans les luttes environnementales avec son grand-père. Il a d'ailleurs écrit une lettre à ses petits-enfants.

## Honneurs
- 1969 : Bourses commémoratives E.W.R. Steacie[71]
- 1976 : Officier de l'Ordre du Canada puis promu au statut de compagnon (le plus haut niveau) en 2006[72].
- 1977 : Bourse Killam d'études et de recherches créé par Mme Dorothy J. Killam[73]
- 1986 : Prix Kalinga de l'UNESCO pour ses écrits scientifiques[74]
- 1990 : Wiegand Award for Canadian Excellence University of Waterloo[75]
- 2004 : Dr Suzuki a été nommé parmi les dix meilleurs Canadiens par les téléspectateurs de la CBS.
- 2005 : Prix hommage des Prix canadiens de l'environnement
- 2006 : Lauréat du Prix Bradford Washburn présenté au Musée de la science (Boston)[76],[77]
- 2006 : Prix Roger Tory Peterson (en) from the Musée d'Histoire Naturelle de Harvard (en)[78]
- 2007 : : Doctorat honoris causa remis par la Faculté des arts et des sciences de l’Université de Montréal, pour souligner ses engagements civiques et ses qualités de vulgarisateur hors pair
- 2009 : Right Livelihood Award[79]
- 2010 : Il est le sujet du film documentaire de Sturla Gunnarsson Force de la Nature: The David Suzuki Movie[80].
- 2011 : 18e récipiendaire du George Woodcock Lifetime Achievement Award pour ses réalisations littéraires exceptionnelles en Colombie-Britannique[81],[82].
- 2011 : Prix de la Fondation Prince-Albert-II-de-Monaco Prix du Changement Climatique[83] Discours de réception du Prix par David Suzuki[84]
- 2015 : Suzuki s'est vu décerner the Freedom of the city la liberté de la ville par le conseil municipal de Vancouver, ce qui lui a valu le titre d'homme libre de la ville de Vancouver[85],[86].
- 2020 : Prix Écrans canadiens - Prix spécial pour l'ensemble de sa carrière[87]
- Membre honoraire de l'ONG Green Cross International[88],[89],[90]
- 2022 : Prix honorifique décerné par l'Université de Sherbrooke[91]
- 2023 : L'astéroïde (20047) Davidsuzuki est nommé en son honneur[92].

### Honneurs décernés par les premières Nations
David Suzuki a eu l’honneur de recevoir huit noms autochtones et d’avoir été officiellement adopté par deux communautés des Premières nations en raison du soutien indéfectible qu’il a accordé aux peuples autochtones.
- HARTLEY BAY
- DEHCHO First Nations
- NUU CHAH NULTH, British Columbia KWAGIULTH British Columbia
- HAIDA British Columbia Adopté par Ada Yovanovitch (Eagle)
- BLOOD Alberta
- KAURNA Australia
- CREE Alberta
- HEILTSUK British Columbia CIVIL RIGHTS ACTIVITIES Membre Honoraire pour la protection de Denendeh
- NUCHI (Big Mountain)
- Nan Wa Kawi (L'homme qui sait beaucoup, Man Who Knows Much) Gyaagan
- Nattoo Istuk (Sacred Mountain) Karnumeya (Mountain Man ) Kehiwawasis (Eagle Child)

## Ouvrages
- David T. Suzuki, Anthony J. F. Griffiths, Jeffrey H. Miller, Introduction à l'analyse génétique date édition originale 1976 (en français en 1997) édition De Boeck
- David Suzuki, Barbara Hehner Looking at Plants 1985
- David Suzuki, Barbara Hehner Looking at Insects 1986
- David Suzuki, British Columbia: Frontier for Ideas 1986
- David Suzuki, Looking at senses 1986
- David Suzuki, Eileen Thalenberg et Peter Knudtson Talks about AIDS 1987 Toronto, ON: General Paperbacks,  (ISBN 0-7736-7153-6)
- David Suzuki, Metamorphosis: Stages in a Life by David Suzuki september 1987
- David Suzuki, Barbara Hehner Looking at the Body 1987
- David Suzuki, Barbara Hehner Looking at Weather 1988
- David Suzuki, Peter Knudtson Genetics The Clash between the New Genetics and Human Values 1988
- David Suzuki, Inventing the Future Reflections on Science, Technology and Nature 1989  (ISBN 0044421931) /  (ISBN 9780044421931)
- David Suzuki, Barbara Hehner Looking at the Environment 1989
- David Suzuki, Knudtson, Peter Wisdom of the Elders: Honoring Sacred Native Visions of Nature Éditeur : Bantam, 1993
- David Suzuki, Nature in the home 1993
- David Suzuki, Time to Change 1993
- David Suzuki, The backyard time detectives 1995
- David Suzuki, The Tree Suitcase 1998
- David Suzuki, Earth time 1998
- David Suzuki, Kathy Vanderlinden You Are the Earth: Know Your World So You Can Help Make It Better
- David Suzuki et Wayne Grady, L'Arbre, une vie, Montréal, Éditions du Boréal, 2005, 268 p. (978-2-7646-0406-9)
- David Suzuki, Ma vie, Montréal, Éditions du Boréal, 2006, 512 p. (978-2-7646-0447-2). Aussi en format poche (978-2-7646-0530-1)
- David Suzuki et Holly Dressel, Enfin de bonne nouvelles, Montréal, Éditions du Boréal, 2007, 560 p. (978-2-7646-0506-6)
- David Suzuki, L'Équilibre sacré, Montréal, Éditions du Boréal, 2007, 400 p. (978-2-7646-0555-4)
- David Suzuki et David R. Boyd, Suzuki: le guide vert, Montréal, Éditions du Boréal, 2008, 224 p. (978-2-7646-0631-5)
- David Suzuki, Ma dernière conférence, Montréal, Éditions du Boréal, 2010, 138 p. (978-2-7646-2063-2)
- David Suzuki (ill. Michael Yahgulanaas), La Déclaration d'interdépendance : Un engagement envers la planète Terre, Montréal, (Québec), Canada, Éditions du Boréal, 2010, 71 p. (ISBN 978-2-7646-2024-3)
- David Suzuki, Le jour où le Canada se relèvera Éditeur: ATELIER 10 Date de parution : Mars 2014  (ISBN 9782924275887)
- David Suzuki, Caroline Allard , Nicolas Langelier , Marie-Claude Élie-Morin , Pierre-Olivier Pineau , Denis Côté Nouveau Projet 05Date de parution : Mars 2014 Éditeur: ATELIER 10
- David Suzuki, Antoine Dion-Ortega , Pierrick Blin , Valérian Mazataud , Ryoa Chung Considérations sur le nouveau Canada [Dossier complet] Date de parution : Mars 2014 Éditeur: ATELIER 10  (ISBN 9782924275832)
- David Suzuki, Lettres à mes petits-enfants, Montréal, (Québec), Canada, Éditions du Boréal, 2015, 272 p. (ISBN 978-2-7646-2389-3)
- David Suzuki, Ian Hanneton, Halte à la surchauffe! Éditeur: BOREAL 2017  (ISBN 9782924275597)